# Fiat S.p.A.
« Fiat Group » et « Groupe Fiat » redirigent ici.
Cet article court présente un sujet plus développé dans : Fiat et Fiat Chrysler Automobiles.
Fiat S.p.A. (Fabbrica Italiana Automobili Torino, acronyme F.I.A.T.) est une holding italienne, empire industriel basé initialement sur la construction automobile, notamment connue comme société-mère du constructeur automobile Fiat.

## Histoire
À la suite de la scission en janvier 2011 en deux entités distinctes Fiat Group Automobiles et Fiat Industrial, de la fusion de cette dernière et de sa filiale américaine CNH Global en septembre 2013 et du rachat de l'entreprise Chrysler en janvier 2014, le groupe devient Fiat Chrysler Automobiles (activités automobiles) et CNH Industrial (activités industrielles).
Dans le domaine des activités automobiles, Fiat Chrysler Automobiles, née de la fusion de Fiat S.p.A. et de Chrysler, possède les marques automobiles Fiat, Lancia, Alfa Romeo, Maserati, Abarth, les utilitaires Fiat Professional, les marques du groupe américain Chrysler (Dodge, Jeep, RAM et Chrysler), les équipementiers automobiles Fiat Powertrain Technologies, Magneti Marelli, Teksid, le fabricant de machines-outils pour l'automobile Comau, et les participations dans la presse (la Stampa, Corriere della Sera).
Dans le domaine des activités industrielles, CNH Industrial, née de la fusion de Fiat Industrial et de CNH Global, regroupe : des camions et autobus (Iveco, Irisbus, Astra SpA, Magirus), CNH (fabricant de machines agricoles et d'engins de chantier sous les marques Case, New Holland, Steyr, Kobelco), et les générateurs et moteurs de bateaux FPT Industrial.
Le 12 octobre 2014, Fiat S.p.A. finalise l'acquisition du groupe Chrysler pour fusionner et former Fiat Chrysler Automobiles (FCA), nouvelle société basée aux Pays-Bas.